# 마르티알리스

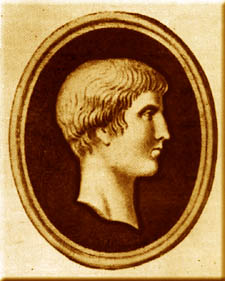
마르티알리스

마르티알리스(Marcus Valerius Martialis, 40년~102년?)는 고대 로마의 풍자시인이다. 에스파냐의 빌빌리스에서 태어나 64년 로마로 와서 같은 에스파냐 출신의 세네카 및 루카누스의 보호를 받았다. 작품으로서는 주로 <에피그람마>(80-102) 전14권 1500편 이상과 콜로세움 준공(80) 때 개최된 경기를 축하한 <경구시>로 번역되는 경우가 있듯이 가지 각색의 음률로 쓰인 2-3행부터 20행까지의 단시이다. 여기에서 그는 온갖 인물과 사건에 관한 시사적 풍속적 재료를 종횡으로 구사하여 그 당시 사람들의 생활 자체를 묘사했다. 황제에게 바친 후안무치한 어용시인적 아부의 시도 포함되어 있으나 시인의 가치를 손상시키는 정도는 아니다. 마르티알리스는 때로 현상의 배후에 있는 인간성의 참된 모습을 예리하게 파헤쳐 잔인하리만큼 풍자가가 된다. <에피그람마>는 고대 로마사회의 풍속 연구자료로서도 무한한 가치를 지닌 보고라 하겠다.